# Schnabelia
Schnabelia es un género de plantas con flores con cinco especies pertenecientes a la familia de las lamiáceas, anteriormente se encontraba en las verbenáceas.
Es nativo de China.

## Especies
- Schnabelia aureoglandulosa (Vaniot) P.D.Cantino (1998 publ. 1999).
- Schnabelia nepetifolia (Benth.) P.D.Cantino (1998 publ. 1999).
- Schnabelia oligophylla Hand.-Mazz. (1921).
- Schnabelia terniflora (Maxim.) P.D.Cantino (1998 publ. 1999).
- Schnabelia tetradonta (Y.Z.Sun) C.Y.Wu & C.Chen (1964).